# Pemphigus populi
Pemphigus populi är en insektsart som beskrevs av Courchet 1879. Enligt Catalogue of Life ingår Pemphigus populi i släktet Pemphigus och familjen långrörsbladlöss, men enligt Dyntaxa är tillhörigheten istället släktet Pemphigus och familjen pungbladlöss. Arten är reproducerande i Sverige. Inga underarter finns listade i Catalogue of Life.